# Constantino Salinas Jaca
Constantino Salinas Jaca (Altsasu, Navarra, 12 de desembre de 1886 - Buenos Aires, 14 d'octubre de 1966) va ser un metge i polític socialista navarrès.

## Biografia
Fill d'un alcalde liberal d'Altsasu, va estudiar medicina a Saragossa. Entre 1903 i 1918 va militar en les files republicanes i des de llavors al PSOE. També va ser membre de la maçoneria des de 1923.
Va ser escollit regidor d'Altsasua en les eleccions del 12 d'abril de 1931, i després de la constitució de l'ajuntament, tinent d'alcalde. Després de la proclamació de la República, el Govern provisional el va nomenar vicepresident de comissió gestora de la Diputació Foral de Navarra, escollida sota la monarquia. Des del seu càrrec en la Diputació, va gestionar el trasllat a l'hospital construït al costat de Barañain, l'Hospital de Navarra, als nens que estaven a l'orfenat.
Partidari de l'Estatut d'Autonomia Basc-Navarrès, va presidir l'Assemblea de Municipis, que es va celebrar a Pamplona el 19 de juny de 1932.
Salinas pertanyia a la facció prietista del PSOE, enfrontada a la caballerista, que el seu màxim dirigent a Navarra era Ricardo Zabalza Elorga. A l'octubre de 1934, després de la Revolució va ser empresonat. Va ser el representant socialista al Front Popular Navarrès i candidat a les eleccions generals espanyoles de 1936, sense aconseguir escó. Aquest any dirigia el periòdic de la UGT a Navarra, Trabajadores!!. Va denunciar els entrenaments que els requetés realitzaven a la serra d'Urbasa.
Després del cop d'estat a la Segona República Espanyola es va traslladar a Guipúscoa. Durant la Guerra Civil va tenir càrrecs d'administració sanitària. A Bilbao va ser nomenat Director General d'Hospitals d'Euskadi i a Santander, en la retirada va organitzar l'Hospital Magdalena. En caure aquest front s'exiliaria primer a França per tornar després al territori republicà a Catalunya abans d'emigrar a l'Argentina, en 1941. Va estar a la Patagonia va estar fins a 1952 com a metge de Salut Pública. Des d'allí va presidir el Consell de Navarra (constituït en 1945), en una síntesi de basquistes del socialisme i el nacionalisme republicà.
Va ser condemnat en rebel·lia a 12 anys pel Tribunal Especial per a la Repressió de la Maçoneria i el Comunisme en sentència del 5 de maig de 1945 per realitzar activitats maçòniques.
Va ser consogre de Niceto Alcalá Zamora quan una de les seves filles es va casar amb un fill de l'expresident de la República. Alcalá Zamora, alhora, també era consogre de Gonzalo Queipo de Llano que s'havia revoltat contra la República.
Va morir a l'exili en Buenos Aires, Argentina el 14 d'octubre de 1966.